# Barry Buchanan
Barry Buchanan (15 de enero de 1968) es un luchador profesional estadounidense retirado, más conocido por sus apariciones como Bull Buchanan y B-2 en la World Wrestling Federation / Entertainment.

## Carrera

### National Championship Wrestling (1995)
Buchanan debutó en el circuito independiente de North Georgia en 1995 como "The Punisher" Formó un Tag team con Ric Savage llamado "Body Count". La pareja compitió en la National Championship Wrestling hasta que Buchanan fue reclutado por Jim Cornette para la Smoky Mountain Wrestling.

### Smoky Mountain Wrestling (1995)
La primera organización de lucha libre importante que compitió Buchanan fue la Smoky Mountain Wrestling (SMW), donde compitió como "The Punisher". Él era un miembro del stable de Jim Cornette "la milicia", donde rara vez luchó, ya que trabajó como guardaespaldas de Jim Cornette la mayor parte del tiempo. Estuvo involucrado en una pelea con Boo Bradley y Bob Armstrong. Buchanan luchó en el último programa de SMW, haciendo equipo con Tommy Rico para luchar contra Buddy Landel y The Bullet.

### United States Wrestling Association (1995-1997)
Después del cierre de la SMW, Buchanan firmó un contrato de desarrollo de la WWF y fue asignado a la United States Wrestling Association (USWA), donde era conocido como "Recon" del stable "The truth comission". Con su compañero The Interrogator, Buchanan ganó el Mundial de la USWA Tag Team Championship el 6 de marzo de 1997, cuando vencieron a Billy Joe Travis y Flanagan Flash. El dúo sólo ostentó los títulos durante semana antes de perder de nuevo contra Flash Flanagan y Billy Joe Travis. La Comisión de la Verdad recuperó el título el 19 de abril cuando vencieron a Billy Kidman y Ace Darling en Memphis, Tennessee. El segundo reinado llegó a su fin el 14 de mayo cuando Steven Dunn y Paul Diamond derrotaron a "Recon" y el interrogador. Dos semanas más tarde, "The truth comission" se convirtieron en tres veces campeones y los retuvieron los títulos hasta que se los arrebataron el 14 de junio. Los títulos fueron arrebatados porque el miembro "Truth comission" Tank, hizo equipo con "Recon" y los ítulos no podían ser defendidos por un sustituto. La "Truth Comission" abandonó la USWA sólo un poco más tarde ya que estaban siendo llamados a la World Wrestling Federation.

### World Wrestling Federation/Entertainment (1997-2003)

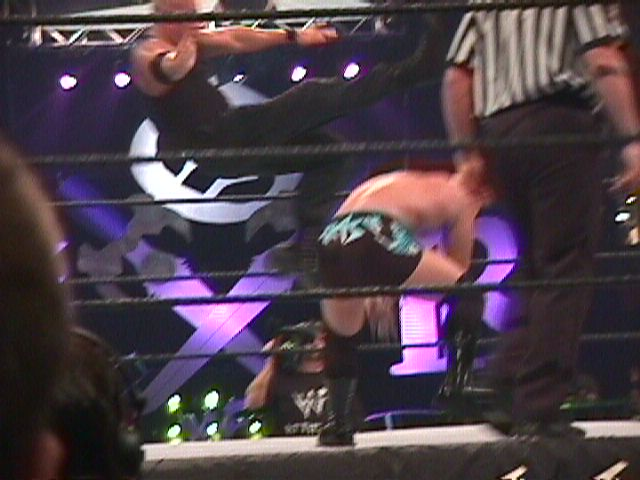
Buchanan en una lucha contra Crash Holly en el King of the Ring 2000.

Todo la facción de The Truth Commission (excepto "Sniper") hasta que punto fueron traídos para la World Wrestling Federation. Ellos hicieron su debut en la WWF en la noche de 28 de junio de 1997 en Shotgun Saturday Night. A la semana siguiente, Sniper hizo su debut y poco después de que Tank fue retirado del equipo. The Truth Commission estable fue de corta duración. Se disolvió en 1998, pero Buchanan y Sniper se quedaron juntos en la etiqueta de corta duración equipo, el Armagedón. Después de que el equipo desapareció de la televisión, Buchanan se mantuvo bajo contrato de WWF, y fue enviado a su "territorio de desarrollo" Ohio Valley Wrestling para mejorar sus habilidades. Una vez allí, Buchanan y su socio el Sr. Negro capturó el Campeonato Sureño de OVW etiqueta del equipo.
Buchanan regresó a la WWF en el 19 de marzo, edición de 2000 de Sunday Night Heat, ahora bajo el nombre de Bull Buchanan y vestido con un uniforme de SWAT, ayudar al hombre Big Boss Mideon ataque. Buchanan y el Big Boss Man continuó llevando a juego SWAT Uniformes y trabajando juntos como Buchanan actuó como una especie de protegido a jefe. El equipo tuvo una buena cantidad de éxito, ya que derrotó a El Padrino y D'Lo Brown en WrestleMania 2000, y golpearon a la APA del mes siguiente en el contragolpe. El equipo se dividió en el 5 de junio de 2000 la edición de Raw is War, después de una derrota ante los Hardy Boyz, Buchanan y Boss Man empezó a discutir que llevan a empujones y, finalmente, Boss Man noquear a Buchanan con su porra al nuevo Buchanan estaba de espaldas.
Buchanan brevemente golpeado por su cuenta después de que la alianza terminó, pero no pasó mucho tiempo antes de que él se unió a la facción Right To Censor, dirigida por Steven Richards, en julio de 2000. Como parte de este grupo, Buchanan ganó el WWF World Tag Team Championship con el Goodfather.
Después de Derecho a la Censor se disolvió a mediados de 2001, Buchanan fue nuevamente enviado a Ohio Valley Wrestling. En agosto de 2002 regresó a la WWF después de luchar varios partidos con aparentemente sin carácter u objetivo, hasta el 21 de noviembre, cuando John Cena fue fijado por Rikishi. Buchanan salió y atacó a Rikishi después del partido lo que se alinea con Cena, que había desarrollado recientemente un truco rapero en la que se libre la rima de su adversario, como hizo su entrada. Buchanan se puso como un carácter ejecutor para la Cena y, finalmente, terminó Freestyle Cena con su presupuesto propio: "¡Boo-yah" Buchanan también comenzó a usar el nombre de B-2 (también escrito como B-2, que se pronuncia "B-Squared"). Esta pareja no duró mucho tiempo. El 16 de enero, edición de 2003 de SmackDown!, Cena y B-2 perdió ante Los Guerreros en un partido de etiqueta del título del equipo que llevó a culpar a Cena B-2 después del partido para ser fijado. Esto llevó a bofetadas Cena B-2 y B-2 Cena empujar hacia abajo. Como B-2 fue para atacar a Cena, Redd Dogg debutó y llegó a través de la multitud y se unió a John Cena en una paliza en la B-2, por lo que Redd Dogg reemplazado B-2 al lado de John Cena. Último partido televisado B-2 fue el 19 de enero en el Royal Rumble en el que entró en el número 11 y fue eliminado rápidamente. Coinciden último B-2 fue cortada el 23 de enero en SmackDown! Redd Dogg en el que derrotó a B-2. B-2 fue liberado de la WWE el 26 de enero de 2003.

### All Japan Pro Wrestling
Desde entonces, Buchanan ha estado luchando para Todos favorable lucha de Japón, donde es conocido simplemente como Buchanan trabajo en equipo con Taka Michinoku, D'Lo Brown, y Taiyō Kea en el stable Roughly Obsess and Destroy. El 17 de septiembre de 2006, Buchanan traicionó RO & D y se unió a los Voodoo Murders.

### Southern Extreme Championship Wrestling & Circuito Independiente
Buchanan está involucrado en la escena independiente en el sur de GA con la Extreme Championship Wrestling, que es propiedad y está corriendo por Scott Oriente. Este también tiene un bar y parrilla en Villa Rica, Georgia llamado "El abrevadero". Buchanan, trabajo en equipo con SECW World Heavyweight Champion Rob Adonis, está actualmente involucrado en una pelea con el Cru Jones, "Bunkhouse Buck" Jimmy de oro, y corredor de la muerte, y él va a aparecer 12 de junio en un espectáculo SECW, una vez más, junto a Rob Adonis, para culminar la disputa actual. En octubre de 2009 Buchanan debutó Wrestling Rampage Pro en Warner Robins, Georgia. Taylor derrotó a Miqueas en su 1.er mes para ganar el título de peso pesado. Durante su reinado, derrotó a rivales como la ex-estrella de TNA Austin "Consecuencias" Creed. En mayo de Buchanan viajó a Japón, donde defendió con éxito el cinturón. Buchanan tenía el título hasta junio de 2010, cuando perdió el cinturón a la devolución Bancos Shaun Posteriormente Buchanan fue en un hiato de seis meses de la compañía antes de volver en diciembre al equipo con J-Rod para asumir sus viejos rivales caliente como la lava. En enero de Reloaded Buchanan no tuvo éxito en capturar el título de peso pesado en un combate de 4 esquinas entre él, los bancos campeón, Cru Jones, y el eventual ganador J-Rod. El 19 de febrero Buchanan ganó una batalla real de 30 hombres para convertirse en el contendiente número uno para el título de peso pesado. En marzo de RPW se convirtió en miembro de la alianza de lucha nacional. El 2 de abril Buchanan fue derrotado por el J-Rod en Atlanta, Georgia en la Puerta del Dragón EE. UU. muestran. Buchanan es expulsado antes de los 3, pero el árbitro pidió la campana de pensar no lo hizo. Buchanan recibió una revancha en contra de J-Rod en el Memorial Mayhem 2 (1 de mayo), donde ganó el título. El 29 de mayo Buchanan tuvo su primera defensa del título contra la exitosa Corey Hollis. En junio, la quinta Buchanan está en defender el oro contra la ex-superestrellas de WWE Lucas Horca.

## En lucha
- Movimientos finales
  - Diving leg drop
  - Fireman's carry takeover
  - Lifting camel clutch
  - Scissors kick

- Movimientos de firma
  - Diving axe handle elbow drop
  - Inverted atomic drop
  - Powerbomb
  - Russian legsweep
  - Skull vice
  - Swinging neckbreaker
  - Turnbuckle climb into a rebounded diving clothesline

- Managers
  - The Commandant
  - Jim Cornette
  - The Jackal
  - Steven Richards
  - John Cena
  - Kenny Bolin

## Campeonatos y logros
- All Japan Pro Wrestling

- AJPW All Asia Tag Team Championship (1 vez) – con Rico Constantino

- Georgia Championship Wrestling / Great Championship Wrestling

- GCW Heavyweight Championship (1 vez)
- GCW Tag Team Championship (3 veces) – con A.J. Steele (1), David Young (1), y Johnny Swinger (1)

- Global Championship Wrestling

- GCW Heavyweight Championship (1 vez)

- Music City Wrestling

- MCW North American Heavyweight Championship (1 vez)

- Ohio Valley Wrestling

- OVW Southern Tag Team Championship (1 vez) – con Mr. Black

- Pro Wrestling America

- PWA Heavyweight Championship (2 veces)

- Pro Wrestling Illustrated

- PWI ranked him #81 of the top 500 singles wrestlers in the PWI 500 in 2001

- Pro Wrestling Noah

- GHC Tag Team Championship (1 vez) – con D'Lo Brown
- Global Tag League Techinque Prize (2008, 2009)- con D'Lo Brown

- Rampage Pro Wrestling

- RPW Heavyweight Championship (1 vez)

- United States Wrestling Association

- USWA World Tag Team Championship (3 veces) – con The Interrogator

- World Wrestling Federation

- WWF Tag Team Championship (1 vez) – con The Goodfather

- Southern Extreme Championship Wrestling

- SECW World Heavyweight Championship (2 veces)